# Pariser Buchmesse
Die Pariser Buchmesse (französisch Salon du livre de Paris) ist die größte Buchmesse Frankreichs. Sie fand bis 2019 jährlich im März auf dem Ausstellungsgelände an der Porte de Versailles statt.

## Geschichte
Die Buchmesse wurde 1981 gegründet und hat heute rund 150.000 Besucher (2017) auf etwa 55.000 Quadratmetern. Verlage aus rund 50 Ländern präsentieren 3.000 Autoren in Lesungen und anderen Veranstaltungen.
Die Messe ist nicht als Fachmesse, sondern als Publikumsmesse konzipiert; seit 2005 sind Schüler vom Eintritt befreit. Träger ist das Syndicat national de l’édition, Organisator ist die britisch-niederländische Reed Elsevier.
Seit 1989 gibt es Länder-Schwerpunkte: Dies waren Deutschland (1989), Indien (1990), Italien (1991), Spanien (1992), die USA (1996), Japan (1997), Brasilien (1998), Québec (1999), Portugal (2000), erneut Deutschland (2001), Italien (2002), die niederländischsprachige Welt (2003), China (2004), Russland (2005), die Frankophonie (2006), Indien (2007), Israel (2008), Mexiko (2009).
2011 fand die Messe vom 18.–23. März statt. Der Schwerpunkt lag auf den Nordischen Ländern. Unter den 40 geladenen Schriftstellern waren Helle Helle und Jens Christian Grøndahl aus Dänemark, Tore Renberg aus Norwegen und Sofi Oksanen aus Finnland.
2012 fand die Messe vom 16. bis 19. März statt; der Schwerpunkt lag auf Japan und zahlreiche japanische Autoren waren eingeladen, darunter Kaori Ekuni, Moto Hagio, Mitsuyo Kakuta und Kenzaburo Oe.
2020 sollte die Messe vom 20. bis 23. März mit dem Schwerpunkt Indien stattfinden. Wegen der COVID-19-Pandemie wurde sie kurzfristig abgesagt. Auch die für das Jahr 2021 geplante Messe fand nicht statt. 2022 konnte die Messe wieder stattfinden, ebenso 2023, allerdings im Grand Palais Éphémère auf dem Champ de Mars auf wesentlich kleinerer Fläche. Für April  2024 ist die Messe wieder am gleichen Ort geplant.